# Нуестра Сеньйора де Аточа
24°31′53″ пн. ш. 82°49′50″ зх. д. / 24.5314° пн. ш. 82.8306° зх. д.
«Нуестра Сеньйора де Аточа» (ісп. Nuestra Señora de Atocha) — іспанський галеон, затонулий 6 вересня 1622 року біля узбережжя Флориди в результаті шторму. Галеон перевозив в Іспанію значні цінності, в тому числі золоті і срібні зливки, срібні монети загальною вагою понад 40 тонн, а також тютюн, мідь зброю та коштовності. Точне місце катастрофи галеона було виявлено після багаторічних пошуків 20 липня 1985 року шукачем скарбів Мелом Фішером (англ. Mel Fisher). З дна були підняті цінності на загальну суму в 450 мільйонів доларів.

## Історичне тло
В 1621 році владу в Іспанії успадкував молодий король Філіп IV. Підтримка Іспанією католицьких німецьких держав втягнула її в Тридцятилітню війну. В 1622 році війна для Іспанії проходила вдало, але вимагала дуже великих витрат. Незважаючи на те, що іспанські домагання в Північній Америці оскаржували англійці, французи та голландці, її багаті колонії у Центральній і Південній Америці все ще залишалися недоторканими.
Єдиною сполучною ланкою між Іспанією і Вест-Індією були її морські комунікації, по яких флоти перевозили купецькі товари і королівські доходи, зброю і солдатів, а також пасажирів.
Філіп IV змусив своїх купців платити за захист їхніх суден, ввівши податок на торгівлю з Вест-Індією. У 1622 році Іспанія побудувала на ці гроші вісім потужних військових галеонів і укомплектувала їх двома тисячами солдатів і матросів.

## Корабельна аварія
До складу конвою, який перевозив цінності у вересні 1622 році з іспанських колоній в метрополію входили «Санта-Маргарита», прекрасний новий галеон, куплений спеціально для цього походу, і «Нуестра Сеньйора де Аточа» — корабель, незадовго до того побудований в Гавані для короля. Корабель був названий на честь однієї з каплиць Богоматері католицького собору в Мадриді.
«Аточа» була плаваючою фортецею, що мала на борту 20 бронзових гармат, 60 мушкетів і великі запаси пороху і ядер. Команда складалася з 133 осіб, в тому числі 18 канонірів. Крім команди, на борту перебували 82 солдати під командуванням капітана Бартоломе де Нодаля, відомого мандрівника. А віце-адмірал флоту Педро Паскіер де Еспарса керував з «Аточі» з'єднанням кораблів.
Все вільне місце на «Аточі» було забито скарбами Вест-Індії. Скрині і ящики, наповнені золотими і срібними злитками та 8-реаловими срібними монетами, були результатом численних комерційних операцій; одна партія вантажу містила 133 срібних злитки, частину срібла корони, добутого і виплавленого в Потосі тисячами жителів колонії.
У трюмах також було 20 тисяч песо для спадкоємців Христофора Колумба сума, виручена від продажу папських індульгенцій, і гроші королівської скарбниці, отримані за проданих у Картахені чорних невільників. Разом з міддю, індиго і тютюном «Аточа» несла величезні скарби — 901 срібний злиток, 161 золотий злиток або диск і близько 255 тисяч срібних монет.
У маленьких каютах на кормі розмістилися 48 пасажирів — соціальний зріз суспільства Кастилії і Вест-Індії. Сановний королівський посланник в Перу Педро де ла Мадрис, дон Дієго де Гезман, губернатор Куско, багаті перуанські торговці Лоренсо де Арріола і Міхель де Муніб, а також секретар перуанського апеляційного суду Мартін де Сальгадо з дружиною.
З місця збору флоту — порту Гавани на Кубі, конвой вийшов 4 вересня 1622 року, однак до вечора 5 вересня погода сильно погіршилася, піднявся сильний вітер, відносячи судна на північ до узбережжя Флориди. Перевантажені злитками золота і срібла галеони втратили керованість і вітром їх винесло на коралові рифи біля узбережжя Флориди. З 28 галеонів затонули 8, у тому числі «Нуестра Сеньйора де Аточа», «Санта-Маргарита», «Нуестра Сеньйора де Консолясьон». З галеона «Нуестра Сеньйора де Аточа» вціліло всього п'ятеро — троє матросів і двоє рабів. Всього на 8-ми кораблях загинуло 550 людей, затонуло цінностей більш ніж на 2 млн песо.
Це викликало гнів короля Іспанії, який потребував коштів для ведення Тридцятилітньої війни. На кілька років Іспанія потрапила у вкрай важке фінансове становище. Король розпорядився за будь-яку ціну дістати з дна скарби конвою.

## Пошуки і підйом скарбів

### Пошукові операції іспанського флоту
Місце катастрофи «Нуестра Сеньйора де Аточа» перебувало приблизно за 56 км на захід від островів Кі-Вест. Завдяки тому, що глибина в місці затоплення галеона становила всього 16 метрів, в перші дні після катастрофи місце було легко визначити за уламками бізань-щогли, що стирчала з води. Однак у жовтні, коли капітан Гаспар де Варгас на чолі команди рабів-нирців і індіанських ловців перлів прибув до місця аварії та іспанці зробили першу спробу підняти цінності з дна, шторми розметали залишки щогл і знайти точно місце катастрофи було вже неможливо, змогли лише визначити місце затоплення «Санта-Маргарити». Після кількох місяців пошуків було знайдено лише кілька шматків обшивки «Аточі».
У 1625 році іспанці зробили другу спробу підняття з дна скарби «Нуестра Сеньйора де Аточа» і «Санта-Маргарити». До місця аварії прибула пошукова партія на чолі з капітаном Франсіско Нуньєсом Меліаном. За наступні 4 роки команда плавців, озброєна повітряним дзвоном (винаходом Меліа), підняли з води 380 злитків срібла і 67 тисяч срібних монет з «Санта-Маргарити», однак слідів «Нуестра Сеньйора де Аточа» так і не знайшли. Надалі пошукові роботи велися до 1641, але успіхів не принесли. Пошук місця затоплення галеонів зі скарбами на довгі століття був припинений, і відомості про катастрофу залишилися лише в іспанських королівських архівах.

### Дослідження і пошуки Мела Фішера
До початку пошуків галеона на рахунку Мела Фішера вже було кілька великих успіхів у пошуках скарбів іспанських галеонів біля узбережжя Флориди. Для пошуків «Нуестра Сеньйора де Аточа» Фішер організував фірму «Трежерс Селворз Інкорпорейтед» і залучив інвесторів. На допомогу йому прийшов історик Юджин Лайонз, який виконав гігантську роботу в іспанських архівах, щоб з'ясувати хоча б приблизний район пошуків, які почалися в 1970 році.
Але підняти з морського дна скарби, розкидані на великій площі і занесені товстим шаром донних осадів, виявилося не просто. До літа 1971 розміри обстеженої зони склали 120 тисяч квадратних миль, і все безрезультатно.
Для того щоб знайти затонулий галеон, Фішер використовував винайдені ним «поштові скриньки» — вигнуті циліндри, що кріпилися під гребними гвинтами катера і направляли струмінь води вертикально вниз. За допомогою такого водомета за 10 хв в піску вимивалася яма в тридцять футів шириною і десять футів глибиною.
В 1975 Дірку — сину Мела Фішера вдалось знайти багато 8-реалових монет, три золоті зливки та п'ять бронзових гармат з галеона «Нуестра Сеньйора де Аточа». За 30 м від першої знахідки були виявлені ще чотири бронзові гармати. Але через кілька днів, 19 липня 1975 Дірк Фішер разом з дружиною Анхель та двома членами експедиції втонули, коли під час шторму раптово перекинувся їх катер.
Влітку 1980 аквалангісти напали на обнадійливий слід за декілька миль на схід від передбачуваного місця загибелі «Аточі». Був виявлений ще один якір і мідний котел, а пізніше купа баластних каменів, вироби з кераміки і розсип монет.
Вранці 20 липня 1985 магнітометр пошукового катера зареєстрував наявність під водою значної маси металу. Аквалангісти Енді Матроскі і Грег Уерхем, які чергували в той день, не зволікаючи вирушили під воду. Те, що здавалося уламком скелі, насправді було нагромадженням срібних злитків. Сумнівів не було: тут, за сорок миль від Кі-Веста і за десять від архіпелагу острівців Маркесас-Кіс, лежала головна частина вантажу галеона «Нуестра Сеньйора де Аточа». Підсумок робіт з пошуку скарбів — 3200 смарагдів, 150 тисяч срібних монет та близько 1000 злитків срібла вагою в середньому близько 40 кг кожен.
4 липня 2011 було знайдено 10-каратне золоте кільце зі смарагдом, яке оцінили в 500 тисяч доларів, дві срібні ложки і два срібних артефакти.
У результаті багаторічних робіт експедиція Фішера підняла з морського дна коштовностей з борту «Аточі» на суму 450 млн доларів. Приблизна сума тих, що іще залишаються під водою оцінюється не менш, ніж в 500 млн доларів.